# Milangominne
Milangominne è una circoscrizione rurale (rural ward) della Tanzania situata nel distretto rurale di Mtwara, regione di Mtwara. Conta una popolazione di 6 685 abitanti (censimento 2012).